# Ophiusa obscurior
Ophiusa obscurior là một loài bướm đêm trong họ Erebidae.